# Yobahi
Yobahi（ヨバヒ）は、岐阜県出身のスリーピースロックバンド。所属レーベルはSACRA MUSIC。

## 概要
大学時代関東でバンドを組んでいた Nakatsu が、大学卒業を機にバンドを解散。卒業後地元の岐阜に戻り、高校の同級生の Nagare と旧ベース・Kaguya を誘い、関東時代のバンド仲間(旧ドラムス・YUCHI)を含めたメンバーで Yobahi の前身となるバンドを結成。2020年の新型コロナウイルス流行を受け、活動をライブハウスからインターネットに移すとともに Yobahi へと改名。デビューに至るまでに2人のメンバーが脱退するも、新たなメンバーを迎え2024年10月SACRA MUSICより待望のメジャーデビュー。現在に至るまで顔や詳細のプロフィールは公開されていない。尚、ライブでは顔出しでの活動を行っている。
バンド名の由来は、他のアーティストの楽曲を聴いてるうちに朝になっていた経験が、まるで夜を奪われているように感じたことから、今度は自分たちが眠れない誰かの夜を奪うようなアーティストになりたいという願いを込めて夜を奪うから Yobahi となった。
キャッチコピーは「眠れない夜、あなたの心を奪う」。

## メンバー
- Nakatsu （ナカツ） - ボーカル・ギター

岐阜県岐阜市生まれ。
バンドの全楽曲の作詞作曲を行うバンドのリーダー的存在。
- Nagare （ナガレ） - ギター

Nakatsuとは高校の同級生であり、出席番号が前後ろだった。Nakatsuにバンドへ誘われた当時は楽器について全くの初心者だった。
- King （キング） - ドラムス

Kingという名前はNakatsuとNagareに勝手につけられ、自身は納得していない。2021年から約3年間サポートメンバーとして活動し、2024年8月正式メンバーとして加入。

### サポートメンバー
- TAIGA （タイガ） - ベース

## ディスコグラフィ

### 配信シングル
|      | 配信日                                                            | タイトル                         | CD収録    |
| ---- | ----------------------------------------------------------------- | -------------------------------- | --------- |
| 1st  | 2020年9月18日 (音楽サイトでの配信) 2020年4月29日 (MusicVideo公開) | 宣戦布告                         | KADO KEDO |
| 2nd  | 2020年9月25日 (音楽サイト配信日) 2020年5月24日 (MusicVideo公開)   | ノウプラン                       | KADO KEDO |
| 3rd  | 2020年9月25日 (音楽サイト配信日) 2020年6月20日 (MusicVideo公開)   | アストロメリア                   | KADO KEDO |
| 4th  | 2021年1月31日 (現在非公開)                                        | ステディーライアー               | KADO KEDO |
| 5th  | 2022年4月19日                                                     | 走馬灯                           | KADO KEDO |
| 6th  | 2022年6月10日                                                     | Q                                | 未収録    |
| 7th  | 2023年2月24日                                                     | 待雪想                           | 未収録    |
| 8th  | 2023年3月28日                                                     | 何者にもなれないこの世界の片隅で | ツララ    |
| 9th  | 2023年10月20日                                                    | エアロブルー                     | 未収録    |
| 10th | 2024年2月26日                                                     | サクラトリップ                   | ツララ    |
| 11th | 2024年6月20日                                                     | メロウ                           | ツララ    |
| 12th | 2024年8月12日                                                     | ヒミツ                           | ツララ    |
| 13th | 2024年10月6日                                                     | ツララ                           | ツララ    |

### E.P.
|     | 発売日         | タイトル | 規格       | 規格品番                          | 備考                                            |
| --- | -------------- | -------- | ---------- | --------------------------------- | ----------------------------------------------- |
| 1st | 2024年11月27日 | ツララ   | CD+Blu-ray | VVCL-2627（期間生産限定アニメ盤） | TVアニメ青の祓魔師 雪ノ果篇描き下ろしジャケット |
| 1st | 2024年11月27日 | ツララ   | CD         | VVCL-2626（通常盤）               |                                                 |

## タイアップ
| 起用年 | 曲名   | タイアップ                                                |
| ------ | ------ | --------------------------------------------------------- |
| 2024年 | ツララ | MBS・TBS系アニメ『青の祓魔師 雪ノ果篇』エンディングテーマ |